# 1984 (album Van Halen)
1984 – szósty album studyjny zespołu Van Halen, wydany w 1984 roku.

## Lista utworów
1. "1984" – 1:07
2. "Jump" – 4:03
3. "Panama" – 3:32
4. "Top Jimmy" – 3:02
5. "Drop Dead Legs" – 4:13
6. "Hot For Teacher" – 4:45
7. "I'll Wait" – 4:43
8. "Girl Gone Bad" – 4:35
9. "House Of Pain" – 3:18

## Skład zespołu
- David Lee Roth – śpiew
- Eddie Van Halen – gitara prowadząca, klawisze, śpiew
- Michael Anthony – gitara basowa, śpiew
- Alex Van Halen – perkusja